# Young Turks
Young Turks — сингл Рода Стюарта с альбома Tonight I'm Yours вышедший в 1981 году. Композиция записана в стиле синти-поп и новой волны.

## Описание
Термин «Young Turks» (с англ. — «Младотурки») относится к политическому движению в Османской империи, которое начиная с 1876 года пыталось провести либеральные реформы и создать конституционное государственное устройство. На сленге может применяться к мятежной молодёжи, которая действует вопреки нормам принятым в обществе. В самой песне выражение "Young Turks" не используется, используется — "young hearts" (с англ. — «молодые сердца»), в припеве поётся "young hearts be free tonight" (с англ. — «молодые сердца свободны сегодня вечером»).
Музыка написана Кармайном Апписом и Дуаном Хитчингсом. Песня стала первым синглом с альбома Tonight I'm Yours. Сингл стартовал с #61 позиции в чарте Billboard Hot 100 17 октября 1981 года и достиг пика (#5 позиция) 19 декабря 1981 года, где держался до 9 января 1982 года. Композиция попала в топ-5 в таких странах как Австралия, Бельгия, ЮАР, Израиль (#1) и Канада, в британском чарте UK Singles Chart композиция достигла #11 позиции.
Роль "Патти" в клипе на песню исполняет Элизабет Дэйли.
Песня появляется в игре Grand Theft Auto: San Andreas, на внутриигровой радиостанции K-DST.

## Чарты
| Чарты (1981–1982)                        | Максимальная позиция |
| ---------------------------------------- | -------------------- |
| Австралия (Kent Music Report)            | 3                    |
| Бельгия (Ultratop 50 Flanders)           | 5                    |
| Бельгия (VRT Top 30 Flanders)            | 4                    |
| Канада (RPM 50 Singles)                  | 2                    |
| Германия (Media Control AG)              | 30                   |
| Ирландия (IRMA)                          | 9                    |
| Израиль (Singles Chart)                  | 1                    |
| Италия (FIMI)                            | 23                   |
| Нидерланды (Dutch Top 40)                | 9                    |
| Нидерланды (Mega Single Top 100)         | 14                   |
| Новая Зеландия (Recorded Music NZ)       | 19                   |
| ЮАР (Springbok Radio)                    | 2                    |
| Великобритания (Official Charts Company) | 11                   |
| США Billboard Hot 100                    | 5                    |
| США Billboard Hot Dance Club Play        | 63                   |
| США Billboard Hot Mainstream Rock Tracks | 23                   |